# Скаполітизація
Скаполітизація (рос. скаполитизация, англ. scapolitization, нім. Skapolithisation f, Scapolithisierung f) – процес заміщення плагіоклазу скаполітом (вернеритом). Відбувається при метасоматозі. 
Синоніми – вернеритизація, дипіризація.